# Codridex
Codridex is een Frans historisch merk van brome en motorfietsen.
De bedrijfsnaam was: Ets. Codridex, Lyon.
Codridex was een van de vele merken in heel Europa dat zich in de jaren na de oorlog stortte op de markt van lichte, goedkope vervoermiddelen. Het betrof brom- en motorfietsen van 49 tot 65 cc. De productie startte in 1952, maar werd in 1956 al beëindigd.